# 克里特历史博物馆

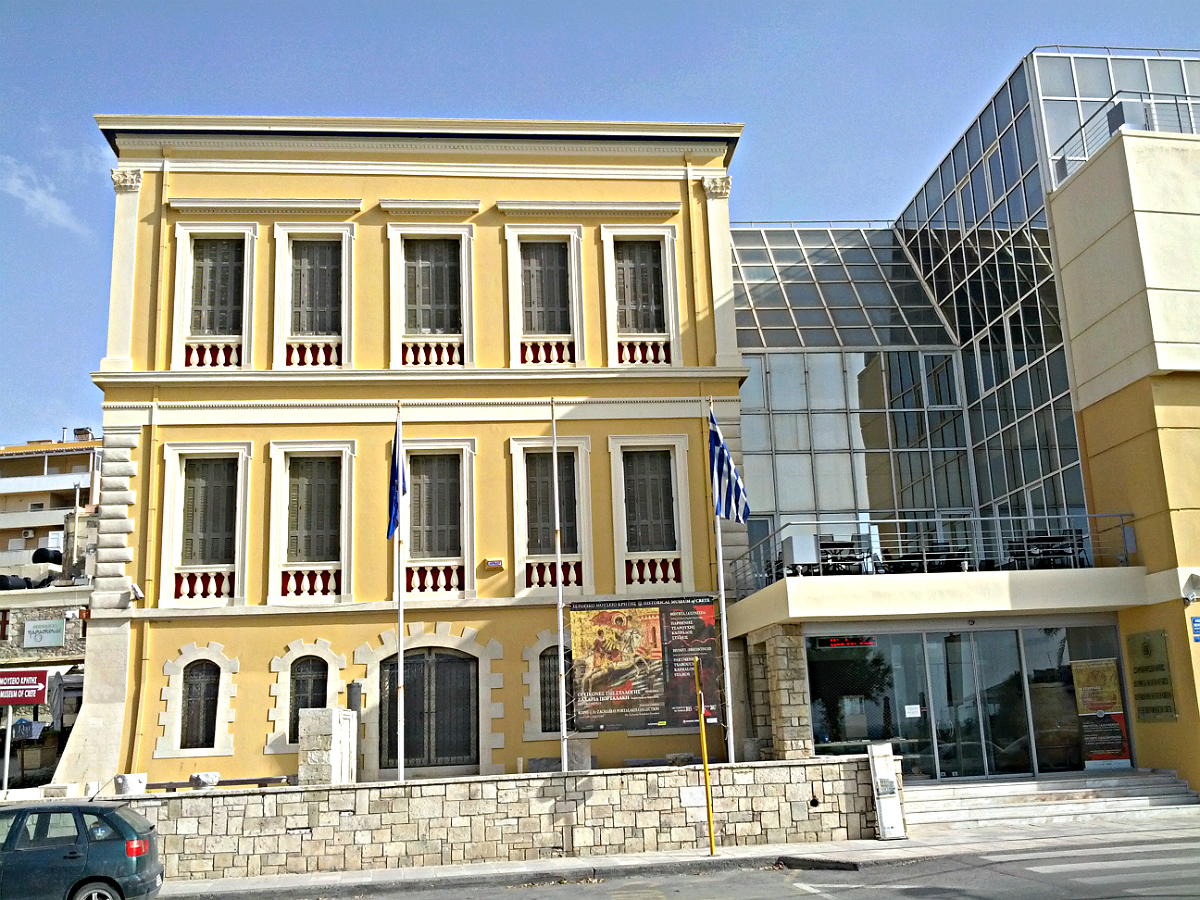

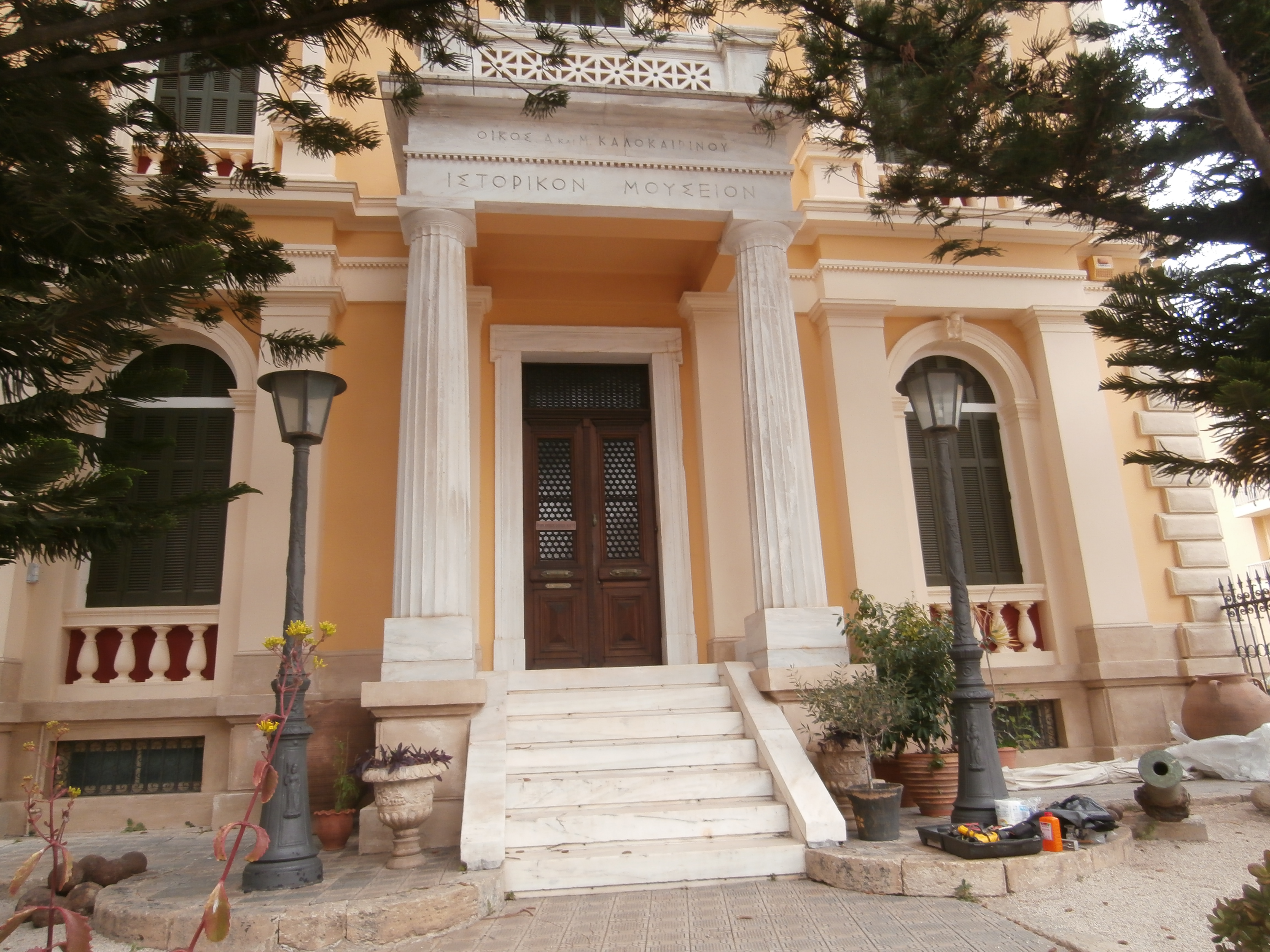

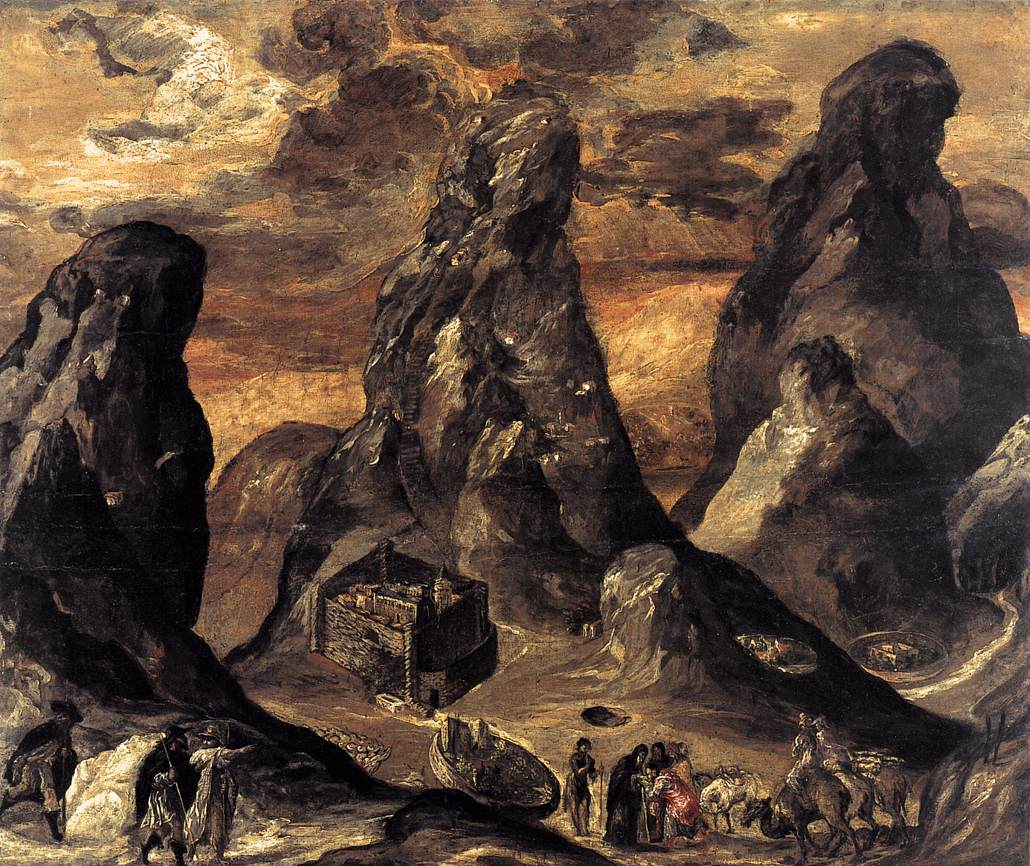

克里特历史博物馆（英语：Historical Museum of Crete）位于希腊克里特岛伊拉克利翁市，由克里特历史研究学会创建于1953年，设于一座新古典主义建筑（A.＆M. Kalokairinos House，1903年）内。
博物馆的永久收藏突显了从公元4世纪到第二次世界大战，克里特的艺术和历史。收藏按年代顺序和主题排列，结合视觉材料和多媒体，包括陶瓷、雕塑、硬币、首饰、壁画、手稿等等。
博物馆最好的展品是出生于克里特岛的画家格雷考保存在克里特岛仅有的两幅画作：“基督的洗礼”（1567）和“西奈山的异象” '（1570-72）。
另外一件杰出的展览是17世纪中叶伊拉克利翁的4×4米模型，当时这个城市在威尼斯统治下达到顶峰。特别令人感兴趣的是尼可斯·卡赞扎基斯藏品，来自法国昂蒂布作者家中，包括其作品各种语言版本的第一版。
博物馆图书馆藏有罕见的版本、档案和摄影材料，可满足研究人员和公众的需求。